# ریور اوکس (تگزاس)
ریور اوکس، تگزاس(به انگلیسی: River Oaks, Texas) شهری در ایالت تگزاس از ایالات جنوبی ایالات متحده آمریکا است. در سرشماری سال ۲۰۰۰، جمعیت این شهر ۶۹۸۵ نفر اعلام شد.